# Lamorne Morris
Lamorne Morris, född 14 augusti 1983 i Chicago i Illinois, är en amerikansk skådespelare. Han är bland annat känd för rollen som Winston i TV-serien New Girl.

## Filmografi (i urval)
- 2011–2018 – New Girl (TV-serie)
- 2011 – The Guild (TV-serie) (ett avsnitt)
- 2011 – The Middle (TV-serie) (ett avsnitt)
- 2018 – The Christmas Chronicles
- 2019 – Jumanji: The Next Level
- 2019 – Yesterday
- 2020 – Bloodshot
- 2023 – Fargo (TV-serie)
- 2024 – Saturday Night